# Colotis eunoma
Colotis eunoma is een vlindersoort uit de familie van de Pieridae (witjes), onderfamilie Pierinae.
Colotis eunoma werd in 1855 beschreven door Hopffer.